# Министерство сельского хозяйства и продовольствия Болгарии
Министерство сельского хозяйства и продовольствия Болгарии отвечает за регулирование сельского и лесного хозяйства в стране. Оно было основано как Министерство земледелия и государственного имущества 24 июля 1911 года, когда отделилось от Министерства торговли и сельского хозяйства.
С 27 июля 2009  года по 13 марта 2013 года министром сельского хозяйства и продовольствия являлся Мирослав Найденов, с заместителями министров Цветаном Димитровым и Преславом Борисовым.
4 мая 2017 года министром назначен Румен Порожанов (ГЕРБ).